# Ernst Wilhelm Wolf

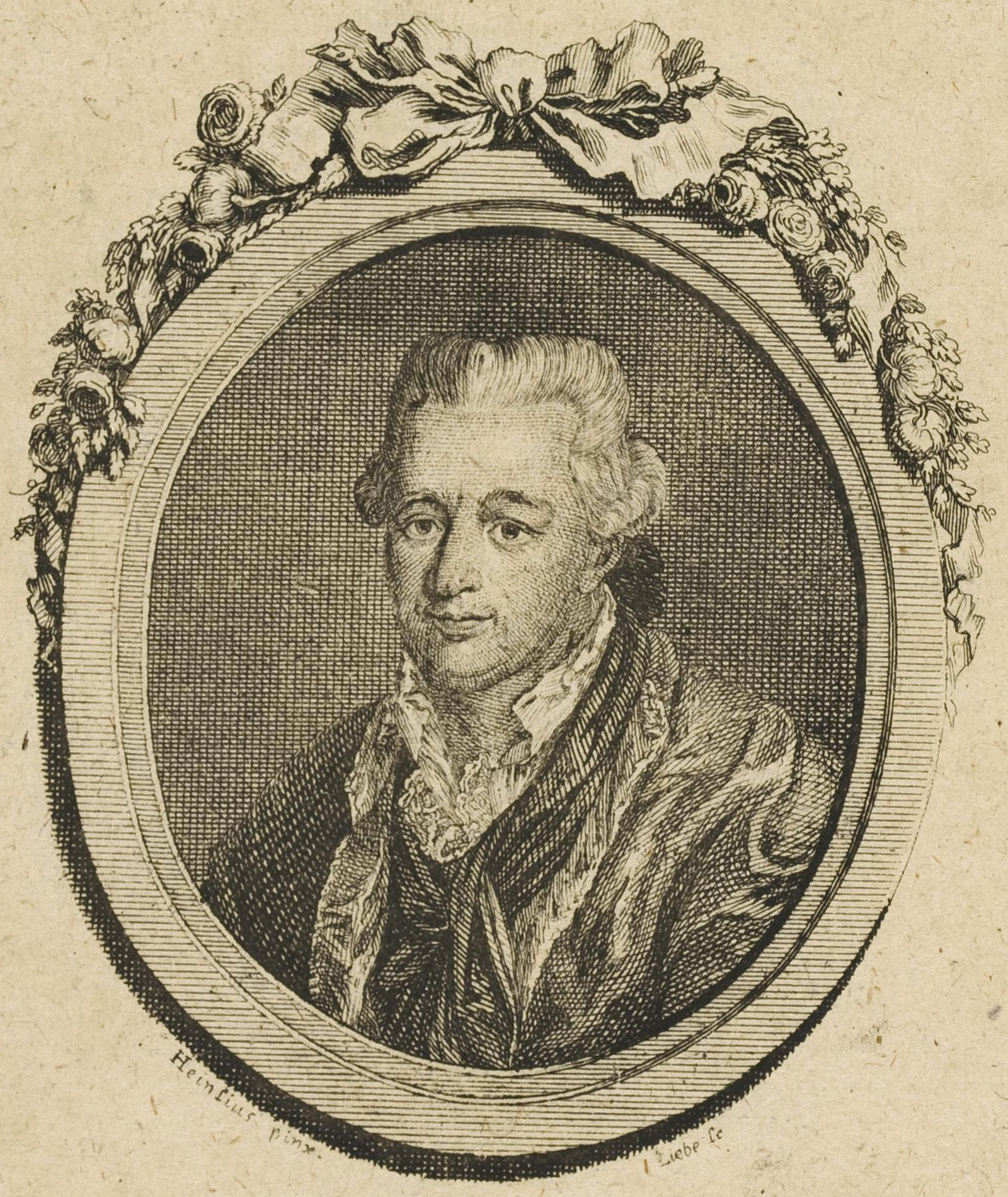
Ernst Wilhelm Wolf, Porträtstich von Gottlob August Liebe

Ernst Wilhelm Wolf (* 25. Februar 1735 in Großenbehringen; † 1. Dezember 1792 in Weimar) war ein deutscher Hofkapellmeister und Komponist.

## Leben
Ernst Wilhelm Wolf besuchte zunächst die Gymnasien in Eisenach und Gotha, er war ein Schüler von Gottfried Heinrich Stölzel. Seinem Freund August von Kotzebue zufolge musste er seine ersten Sonaten auf dem Tische komponieren, weil ihm in seiner Jugend die Armuth nicht verstattete, ein Klavier zu kaufen. In Gotha lernte er die Musik von Carl Philipp Emanuel Bach und Carl Heinrich Graun kennen, die ihn stark beeinflusste. Vor allem schätzte er die Werke Bachs, mit dem ihn eine lebenslange Freundschaft verband. Im Jahre 1755 begab er sich zum Studium an die Universität Jena. Hier beschäftigte er sich vorwiegend mit Musik, und es wurde ihm, der bereits in Gotha als Chorpräfekt gewirkt hatte, die Leitung des Collegium musicum übertragen, wodurch er Gelegenheit erhielt, eigene Kompositionen aufzuführen. Über Leipzig und Naumburg gelangte er nach Weimar, wo ihn Herzogin Anna Amalie als Klavierlehrer engagierte. 1761 wurde er zum Konzertmeister der Herzoglichen Kapelle, 1763 zum Organisten, 1772 zum Hofkapellmeister ernannt.
1770 heiratete er eine Tochter des Geigers Franz Benda, Maria Carolina (1742–1820), eine Sängerin und Cembalistin, mit der er eine erfolgreiche Konzertreise an den Berliner Hof unternahm. Ein Angebot Friedrichs II., an den Berliner Hof zu kommen, schlug er aus.

## Werke

### Vokalmusik
- Bühnenwerke (darunter etwa 20 Singspiele, sogenannte „Operetten“)
- weltliche und geistliche Kantaten (darunter eine großangelegte, doppelchörige Osterkantate)
- Oratorien
- Passionen
- Lieder

### Gedruckte Werke
- Six Sonates pour le Clavecin avec Accompagnement d’un Violon et Violoncelle (Lyon)
- Due Quintetti per il Cembalo obligato Flauto traverso Violino Viola e Violoncello (Dresden)
- Sonata in Musicalisches Magazin, in Sonaten, Sinfonien, Trios und andern Stücken für das Clavier bestehend (Leipzig, 1765)
- Sei Sonate per il Clavicembalo solo (Leipzig, 1774)
- Sechs Sonaten für das Clavier oder Pianoforte (Leipzig, 1775)
- Concerto II. per il Cembalo concertato accompagnato da due Violini, Viola e Basso (Riga, 1777)
- Sechs Sonaten für das Clavier (Leipzig, 1779)
- Sechs Sonaten für das Clavier (Leipzig, 1781)
- Werke in Blumenlese für Klavierliebhaber (Speyer, 1782–1785, 1787)
- Sechs Sonatinen für das Clavier (Dessau, 1783)
- Clavier-Sonate für vier Hände (Leipzig, 1784)
- Ein und funfzig Lieder der besten deutschen Dichter mit Melodieen (Weimar, 1784)
- Eine Sonatine, vier affectvolle Sonaten und ein dreyzehnmal variirtes Thema, welches mit einer kurzen und freien Fantasie anfängt und endiget. Fürs Klavier (Leipzig, 1785)
- Fortsetzung sechs leichter Claviersonaten (Weimar, 1787)
- Lehrwerk Musikalischer Unterricht (Dresden, 1788)
- Sechs Sonaten fürs Clavier (Leipzig, 1789)
- Trois Sonates pour le Clavichord ou le Fortepiano, 2 Bände (Berlin, nach 1792)

#### Gedruckte Werke mit Opuszahl
- Op. 1: Trois Quatuors a deux Violons, Taille & Basse (Berlin und Amsterdam, 1779)
- Op. 2: Trois Quatuors, a deux Violons, Taille et Basse (Berlin und Amsterdam, 1781)
- Op. 3: Trois Quartetts pour deux Violons Alto et Violoncelle (Speyer, ca. 1785)

### Handschriften
- Sonata in D (um 1780), Quatro in d (1781?), Quatro in C (1788), Quartetto in C (1789)
- andere Kammermusikwerke
- Sinfonien
- Partiten und Solokonzerte (größtenteils für Cembalo)
- Sechs kurze Sonaten für das Klavier oder Fortepiano worunter eine Charakterisierte sich befindet
- VI Sonates per il Piano=Forte (ca. 1790)
- 2 Fantasien in Auserlesene Fantasien, Sonaten, Solfeggien, Preludien und Cadencen fürs Klavier. No. II (bis 1791)
- mehrere Sonate für Tasteninstrument für 3 und 4 Hände